# Psephidonus brunneus
Psephidonus brunneus är en skalbaggsart som beskrevs av Thomas Say. Psephidonus brunneus ingår i släktet Psephidonus och familjen kortvingar. Inga underarter finns listade i Catalogue of Life.